# Hilliard Lyle
Hilliard Lyle (* 21. Dezember 1879 in Allenford; † 21. Mai 1931 in Beaverlodge) war ein kanadischer Lacrossespieler und Offizier.

## Erfolge
Hilliard Lyle war Mitglied der Winnipeg Shamrocks, mit denen er bei den Olympischen Spielen 1904 in St. Louis im ersten Lacrossewettbewerb der Olympischen Spiele antrat. Neben ihm gehörten außerdem George Cattanach, William Brennaugh, George Bretz, William Burns, George Cloutier, Élie Blanchard, Jack Flett, Benjamin Jamieson, Stuart Laidlaw, Lawrence Pentland und Sandy Cowan zur Mannschaft. Lyle spielte dabei auf der Position eines Angreifers.
Neben den Winnipeg Shamrocks nahmen lediglich noch eine Mannschaft der Mohawk Indians of Canada und die Gastgeber aus St. Louis teil, die St. Louis Amateur Athletic Association. St. Louis bestritt seine erste Partie gegen die indianische Mannschaft und besiegte diese, womit sie ins Endspiel gegen die Winnipeg Shamrocks einzog. Mit 8:2 setzten sich die Shamrocks deutlich gegen St. Louis durch und Lyle erhielt wie seine Mannschaftskameraden als Olympiasieger die Goldmedaille.
Lyle arbeitete zunächst als Handelsreisender. Im Ersten Weltkrieg kämpfte er als Mitglied eines Bataillons aus Winnipeg in Frankreich und stieg bis Kriegsende in den Rang eines Colonels auf. Danach eröffnete er einen Gemischtwarenhandel in Beaverlodge. Am 21. Mai 1931 tötete er nach mehrjährigen häuslichen Problemen erst seine Ehefrau und erschoss sich anschließend im Keller seines Hauses auch selbst.